# Gerardo Torrado
Gerardo Torrado Díez de Bonilla (Ciudad de México, México, 30 de abril de 1979) es un exfutbolista mexicano nacionalizado español que jugaba como mediocampista.
Su primer equipo fue el Club Universidad Nacional, donde debutó en la Primera División de México en 1997, pasando luego a jugar en el fútbol español por 5 años, primero en la Segunda División con el CD Tenerife y el Polideportivo Ejido y más tarde en Primera División con el Sevilla FC y el Racing de Santander, para después retornar a su país y jugar con el Cruz Azul. Durante su estancia en Cruz Azul se convirtió un gran referente, desempeñándose como capitán del equipo. Disputó las finales de los torneos Clausura 2008, Apertura 2008, Apertura 2009 y Clausura 2013, quedando subcampeón en los cuatro torneos. En 2016 ficha por el Indy Eleven de NASL donde jugó hasta su retiro en 2017. 
Fue Internacional con la Selección de México de 1999 hasta 2014 desempeñándose en varias ocasiones como capitán. Participó en los mundiales de Corea-Japón 2002, Alemania 2006 y Sudáfrica 2010.

## Trayectoria
Nació el 30 de abril de 1979 en la Ciudad de México, se formó en las fuerzas básicas de Pumas, donde debutó el 6 de septiembre de 1997 en un partido correspondiente al Torneo Invierno 1997 en el Estadio Universitario de Nuevo León. En un principio no formaba parte del cuadro titular del equipo universitario, a pesar de tener buenas actuaciones en las selecciones menores, en general tuvo muy pocas apariciones con Pumas hasta que debutó en la selección mayor mexicana en 1999.
Formó parte del equipo que participó en la Copa del Mundo Sub-20 Nigeria 1999 junto con estrellas juveniles como Rafael Márquez Álvarez, Luis Ignacio González, Óscar Mascorro, Cesáreo Victorino, Mario Méndez y Daniel Osorno. En dicha competición México eliminó a Argentina y alcanzó el quinto lugar.
Jugó tres años para Pumas hasta que en el año 2000, tras un periodo de prueba, es fichado por el club español CD Tenerife de la segunda división española en aquel entonces, con el club de Santa Cruz conseguiría el ascenso a la máxima categoría del fútbol español, pero sería relegado a jugar otro año en la segunda pues Gerardo no entraba en planes del club y jugaría para el Polideportivo Ejido. En el año 2002 es fichado por el club Sevilla FC, en donde al fin jugaría en la Liga de Fútbol Profesional; Torrado tuvo un gran torneo en su primera temporada con los sevillistas, pero su segundo año no fue tan bueno y en 2005 es transferido al Racing de Santander, jugando seis meses con el club verdiblanco antes de retornar a su país pues sería fichado por el Cruz Azul, en donde su etapa con la máquina sería buena pues anotaría varios goles y se consagraría como una pieza inamovible de la máquina celeste, al igual que como pieza fundamental de la Selección mexicana de fútbol. 
Después de la Copa América 2007 se había hecho el rumor que el Valencia CF se había interesado en el entre otros equipos españoles. Recientemente surgió otro rumor sobre el posible interés del club italiano AS Roma por contratarlo para la temporada 2008/2009, pero Torrado descartó cualquier acercamiento formal con la directiva del club romano.
Se retiró de manera profesional y su último juego fue en 29 de octubre de 2017 con el Indy Eleven, que empató 2-2 ante North Carolina FC de la NASL de Estados Unidos.
El capitán concluyó en 2011 un sueño que comenzó en 1999, cuando ingresó a la Universidad Anáhuac del Sur al estudiar la licenciatura en administración en negocios.
El 3 de noviembre de 2017 fue nombrado como director deportivo de la Selección Mexicana. Tras distintos fracasos de las selecciones juveniles y femeniles, Torrado fue despedido del cargo.
Fue presentado el día 15 de diciembre de 2022 como entrenador del equipo PIO FC, presidido por la famosa realizadora de directos Rivers_gg, de la Kings League. Se trata de un equipo de Futbol 7 y los partidos se juegan íntegramente en Barcelona. AL acabar la temporada dejó el equipo.

## Estadísticas

### Clubes
La siguiente tabla detalla los encuentros disputados y los goles marcados en los clubes en los que ha militado.
| Pumas U.N.A.M. · México |               |               |     |    |    |    |    |     |     |    |
| 1.ª | 1997-98       | 5             | 0   | -  | -  | -  | -  | 5   | 0   |    |
| 1.ª | 1998-99       | 8             | 0   | 0  | 0  | -  | -  | 8   | 0   |    |
| 1.ª | 1999-00       | 30            | 1   | -  | -  | -  | -  | 30  | 1   |    |
| Total club | Total club    | 43            | 1   | 0  | 0  | -  | -  | 43  | 1   |    |
| C.D. Tenerife · España |               |               |     |    |    |    |    |     |     |    |
| 2.ª | 2000-01       | 37            | 1   | 3  | 0  | -  | -  | 40  | 1   |    |
| Total club | Total club    | 37            | 1   | 3  | 0  | -  | -  | 40  | 1   |    |
| Polideportivo Ejido · España |               |               |     |    |    |    |    |     |     |    |
| 2.ª | 2001-02       | 12            | 0   | 1  | 0  | -  | -  | 13  | 0   |    |
| Total club | Total club    | 12            | 0   | 1  | 0  | -  | -  | 13  | 0   |    |
| Sevilla F. C. · España |               |               |     |    |    |    |    |     |     |    |
| 1.ª | 2001-02       | 8             | 0   | -  | -  | -  | -  | 8   | 0   |    |
| 1.ª | 2002-03       | 22            | 0   | 4  | 1  | -  | -  | 26  | 1   |    |
| 1.ª | 2003-04       | 10            | 0   | 3  | 0  | -  | -  | 13  | 0   |    |
| Total club | Total club    | 40            | 0   | 7  | 1  | -  | -  | 47  | 1   |    |
| Racing de Santander · España |               |               |     |    |    |    |    |     |     |    |
| 1.ª | 2004-05       | 19            | 0   | -  | -  | -  | -  | 19  | 0   |    |
| Total club | Total club    | 19            | 0   | -  | -  | -  | -  | 19  | 0   |    |
| C. D. Cruz Azul · México |               |               |     |    |    |    |    |     |     |    |
| 1.ª | 2005-06       | 29            | 3   | 3  | 0  | -  | -  | 32  | 3   |    |
| 1.ª | 2006-07       | 34            | 2   | 2  | 0  | -  | -  | 36  | 2   |    |
| 1.ª | 2007-08       | 44            | 2   | 3  | 0  | -  | -  | 47  | 2   |    |
| 1.ª | 2008-09       | 33            | 3   | -  | -  | 9  | 2  | 42  | 5   |    |
| 1.ª | 2009-10       | 30            | 1   | -  | -  | 6  | 0  | 36  | 1   |    |
| 1.ª | 2010-11       | 33            | 0   | -  | -  | 9  | 0  | 42  | 0   |    |
| 1.ª | 2011-12       | 18            | 0   | -  | -  | 1  | 0  | 19  | 0   |    |
| 1.ª | 2012-13       | 37            | 1   | 5  | 0  | -  | -  | 42  | 1   |    |
| 1.ª | 2013-14       | 26            | 0   | -  | -  | 2  | 1  | 28  | 1   |    |
| 1.ª | 2014-15       | 31            | 0   | -  | -  | 4  | 3  | 35  | 3   |    |
| 1.ª | 2015-16       | 21            | 0   | 8  | 1  | -  | -  | 29  | 1   |    |
| Total club | Total club    | 336           | 14  | 21 | 1  | 33 | 6  | 390 | 21  |    |
| Indy Eleven Estados Unidos |               |               |     |    |    |    |    |     |     |    |
| 2.ª | 2016-17       | 40            | 2   | -  | -  | -  | -  | 40  | 2   |    |
| Total club | Total club    | 40            | 2   | -  | -  | -  | -  | 40  | 2   |    |
| Total carrera | Total carrera | Total carrera | 527 | 18 | 32 | 2  | 33 | 6   | 592 | 26 |
| (1)Incluye datos de la Copa del Rey, Copa México e InterLiga (2006, 2007 y 2008). (2)Incluye datos de la Concacaf Liga de Campeones (2008-09, 2009-10, 2010-11, y 2013-14), Copa Libertadores (2012) y Copa Mundial de Clubes (2014). |               |               |     |    |    |    |    |     |     |    |

### Selección nacional
| Selección  | Año        | Amistosos | Amistosos | Eliminatorias | Eliminatorias | Mundial | Mundial | Copa Oro | Copa Oro | Copa América | Copa América | Copa Confederaciones | Copa Confederaciones | Total | Total |
| Selección  | Año        | Part.     | Goles     | Part.         | Goles         | Part.   | Goles   | Part.    | Goles    | Part.        | Goles        | Part.                | Goles                | Part. | Goles |
| ---------- | ---------- | --------- | --------- | ------------- | ------------- | ------- | ------- | -------- | -------- | ------------ | ------------ | -------------------- | -------------------- | ----- | ----- |
| México     |            |           |           |               |               |         |         |          |          |              |              |                      |                      |       |       |
| 1999       | 6          | 0         | -         | -             | -             | -       | -       | -        | 5        | 1            | 1            | 0                    | 12                   | 1     |       |
| 2000       | 5          | 0         | -         | -             | -             | -       | 3       | 0        | -        | -            | -            | -                    | 8                    | 0     |       |
| 2001       | 1          | 0         | 4         | 0             | -             | -       | -       | -        | 5        | 0            | -            | -                    | 10                   | 0     |       |
| 2002       | 3          | 0         | -         | -             | 4             | 1       | -       | -        | -        | -            | -            | -                    | 7                    | 1     |       |
| 2004       | 1          | 0         | 2         | 0             | -             | -       | -       | -        | 3        | 0            | -            | -                    | 6                    | 0     |       |
| 2005       | 1          | 0         | 3         | 0             | -             | -       | -       | -        | -        | -            | 3            | 0                    | 7                    | 0     |       |
| 2006       | 6          | 0         | -         | -             | 3             | 0       | -       | -        | -        | -            | -            | -                    | 9                    | 0     |       |
| 2007       | 9          | 1         | -         | -             | -             | -       | 5       | 0        | 5        | 1            | -            | -                    | 19                   | 2     |       |
| 2008       | 4          | 0         | 6         | 0             | -             | -       | -       | -        | -        | -            | -            | -                    | 10                   | 0     |       |
| 2009       | 3          | 0         | 6         | 0             | -             | -       | 6       | 2        | -        | -            | -            | -                    | 15                   | 2     |       |
| 2010       | 13         | 0         | -         | -             | 4             | 0       | -       | -        | -        | -            | -            | -                    | 17                   | 0     |       |
| 2011       | 8          | 0         | -         | -             | -             | -       | 6       | 0        | -        | -            | -            | -                    | 14                   | 0     |       |
| 2012       | -          | -         | 2         | 0             | -             | -       | -       | -        | -        | -            | -            | -                    | 2                    | 0     |       |
| 2013       | 3          | 0         | 3         | 0             | -             | -       | -       | -        | -        | -            | 3            | 0                    | 9                    | 0     |       |
| Total club | Total club | 58        | 1         | 26            | 0             | 11      | 1       | 20       | 2        | 18           | 2            | 7                    | 0                    | 146   | 6     |

## Selección nacional
Debutó con el seleccionado nacional el 9 de junio de 1999 en el partido México 2-2 Argentina, dirigido por Manuel Lapuente.
Ha participado innumerables veces con Selección de fútbol de México. Fue Subcampeón de la Copa América en 2001 en Colombia y disputó la Copa Mundial de Fútbol de 2002. En ese mundial le anotó un gol a Ecuador, ganó las Copa de Oro de la Concacaf de 2009 y 2011. Participó en la Copa FIFA Confederaciones 2005 donde México tuvo un buen desempeño. Fue parte fundamental del seleccionado que participó en Alemania 2006 pues jugó los 4 partidos que alcanzó México. En 2007 jugó la Copa América en Venezuela alcanzando el tercer lugar y marcando un gol ante la selección de Paraguay.
En el 2008, Gerardo Torrado se mantuvo constante en las últimas convocatorias del Pentapichichi antes de que fuese cesado de su cargo como timonel azteca. Con el interinato de Jesús Ramírez y la llegada de Sven-Göran Eriksson el mediocampista del Cruz Azul tuvo continuidad, aumentando su número de encuentros jugados.
En el 2009, Torrado permaneció figurando en las listas del estratega sueco y finalmente con Javier Aguirre consiguió ganar la confianza para participar en la Copa de Oro de la Concacaf, en donde le anotaría 1 gol a Guadalupe, ejecutaría un penal acertado contra Costa Rica en la instancia definitiva de la semifinal del torneo y en la final contra los Estados Unidos obtendría una anotación de penalti, con la que abriría el marcador a favor de México. Además, logró jugar los partidos restantes de la eliminatoria de CONCACAF (con excepción del duelo contra Honduras por acumulación de tarjetas amarillas) ayudando a conseguir la clasificación para Sudáfrica 2010.
Su última convocatoria fue el 15 de octubre de 2013 en el último partido de las eliminatorias de la CONCACAF contra Costa Rica, tras ser uno de los titulares indiscutibles, Torrado no fue llamado a la selección que participó en la Copa Mundial de Fútbol de 2014.

### Goles internacionales
|    | Fecha               | Sede                                                    | Oponente       | Gol marcado | Resultado final | Competencia                     |
| -- | ------------------- | ------------------------------------------------------- | -------------- | ----------- | --------------- | ------------------------------- |
| 1. | 10 de julio de 1999 | Estadio Defensores del Chaco, Asunción, Paraguay        | Perú           | 3–3         | 3–3             | Copa América 1999               |
| 2. | 9 de junio de 2002  | Estadio de Miyagi, Rifu, Japón                          | Ecuador        | 2–1         | 2–1             | Copa Mundial de Fútbol de 2002  |
| 3. | 2 de junio de 2007  | Estadio Alfonso Lastras, San Luis Potosí, México        | Irán           | 4–0         | 4–0             | Amistoso                        |
| 4. | 8 de julio de 2007  | Estadio Monumental de Maturín, Maturín , Venezuela      | Paraguay       | 2–0         | 6–0             | Copa América 2007               |
| 5. | 12 de julio de 2009 | University of Phoenix Stadium, Glendale, Estados Unidos | Guadalupe      | 1–0         | 2–0             | Copa de Oro de la Concacaf 2009 |
| 6. | 26 de julio de 2009 | Giants Stadium, East Rutherford, Estados Unidos         | Estados Unidos | 1–0         | 5–0             | Copa de Oro de la Concacaf 2009 |

### Participaciones en fases finales
| Competición                    | Categoría | Sede                  | Resultado        | Partidos | Goles |
| ------------------------------ | --------- | --------------------- | ---------------- | -------- | ----- |
| Copa Mundial Juvenil de 1999   | Sub-20    | Nigeria               | Cuartos de final | 5        | 0     |
| Copa Corea 1999                | Absoluta  | Corea del Sur         | Tercer lugar     | 2        | 0     |
| Copa América 1999              | Absoluta  | Paraguay              | Tercer lugar     | 5        | 1     |
| Copa FIFA Confederaciones 1999 | Absoluta  | México                | Campeón          | 1        | 0     |
| Copa Carlsberg 2000            | Absoluta  | China                 | Tercer lugar     | 1        | 0     |
| Copa Oro CONCACAF 2000         | Absoluta  | Estados Unidos        | Cuartos de final | 3        | 0     |
| Copa USA 2000                  | Absoluta  | Estados Unidos        | Tercer lugar     | 3        | 0     |
| Copa América 2001              | Absoluta  | Colombia              | Subcampeón       | 5        | 0     |
| Copa Mundial FIFA 2002         | Absoluta  | Corea del Sur y Japón | Octavos de final | 4        | 1     |
| Copa América 2004              | Absoluta  | Perú                  | Cuartos de final | 3        | 0     |
| Copa FIFA Confederaciones 2005 | Absoluta  | Alemania              | Cuarto lugar     | 3        | 0     |
| Copa Mundial FIFA 2006         | Absoluta  | Alemania              | Octavos de final | 3        | 0     |
| Copa Oro CONCACAF 2007         | Absoluta  | Estados Unidos        | Subcampeón       | 5        | 0     |
| Copa América 2007              | Absoluta  | Venezuela             | Tercer lugar     | 5        | 1     |
| Copa Oro CONCACAF 2009         | Absoluta  | Estados Unidos        | Campeón          | 6        | 2     |
| Copa Mundial FIFA 2010         | Absoluta  | Sudáfrica             | Octavos de final | 4        | 0     |
| Copa Oro CONCACAF 2011         | Absoluta  | Estados Unidos        | Campeón          | 6        | 0     |
| Copa FIFA Confederaciones 2013 | Absoluta  | Brasil                | Primera fase     | 3        | 0     |

## Directivo

### Selección nacional
Tras su retiro como jugador profesional en 2017 fue nombrado director general deportivo de la Federación Mexicana de Futbol, durante su gestión como directivo de la selección estuvo al frente de la preparación del equipo que disputó el mundial de  Rusia 2018 y se ganó la Copa Oro del 2019, el Campeonato Sub-17 de la Concacaf del 2019, la medalla de bronce en los Juegos Panamericanos de Lima en el 2019, el Preolímpico de Concacaf con el que la selección calificó a los Juegos Olímpicos de Tokio 2020 y la medalla de bronce que se ganó en esa misma olimpiada; también obtuvo cuatro subcampeonatos uno del Campeonato de la Concacaf Sub-20 en 2018, otro del Mundial Sub-17 en 2019, otro de la Liga de Naciones y otro de la Copa Oro estos 2 últimos fueron en el 2021, fue cesado en 2022 después de no calificar a los Juegos Olímpicos de París 2024 y al Mundial sub-20.

#### Participaciones en Fases Finales
| Torneos                                  | Sede           | Resultado         |
| ---------------------------------------- | -------------- | ----------------- |
| Copa Mundial FIFA 2018                   | Rusia          | Octavos de final  |
| Campeonato Sub-20 de la Concacaf de 2018 | Estados Unidos | Subcampeón        |
| Copa Oro CONCACAF 2019                   | Estados Unidos | Campeón           |
| Juegos Panamericanos de 2019             | Lima           | Medalla de Bronce |
| Campeonato Sub-17 de la Concacaf de 2019 | Estados Unidos | Campeón           |
| Copa Mundial FIFA Sub-17 de 2019         | Brasil         | Subcampeón        |
| Preolímpico CONCACAF 2020                | México         | Campeón           |
| Liga de Naciones CONCACAF 2019-20        | Estados Unidos | Subcampeón        |
| Copa Oro CONCACAF 2021                   | Estados Unidos | Subcampeón        |
| Juegos Olímpicos de Tokio 2020           | Tokio          | Medalla de Bronce |
| Campeonato Sub-20 de la Concacaf de 2022 | Honduras       | Cuartos de final  |

## Palmarés

### Campeonatos nacionales
| Título                  | Club        | Sede         | Año  |
| ----------------------- | ----------- | ------------ | ---- |
| Copa México             | Cruz Azul   | Cancún       | 2013 |
| Campeonato de Primavera | Indy Eleven | Indianápolis | 2016 |

### Campeonatos internacionales
| Título                           | Club               | Sede             | Año  |
| -------------------------------- | ------------------ | ---------------- | ---- |
| Copa Confederaciones             | Selección Mexicana | Ciudad de México | 1999 |
| Copa Oro de la Concacaf          | Selección Mexicana | Nueva Jersey     | 2009 |
| Copa Oro de la Concacaf          | Selección Mexicana | Pasadena         | 2011 |
| Liga de Campeones de la Concacaf | Cruz Azul          | Toluca           | 2014 |

### Distinciones individuales
| Distinción                                                             | Año        |
| ---------------------------------------------------------------------- | ---------- |
| Balón de Oro al Mejor Medio Defensivo de la Primera División de México | 2009, 2011 |
| Incluido en el once ideal de la Copa Oro de la Concacaf                | 2011       |
| Bota de Oro del Mundial de Clubes                                      | 2014       |

### Como Directivo

#### Títulos internacionales
| Título                           | Equipo                      | Sede           | Año  |
| -------------------------------- | --------------------------- | -------------- | ---- |
| Copa Oro de la Concacaf          | Selección Mexicana          | Estados Unidos | 2019 |
| Campeonato Sub-17 de la Concacaf | Selección Mexicana sub-17   | Estados Unidos | 2019 |
| Juegos Panamericanos             | Selección Mexicana Olímpica | Lima           | 2019 |
| Preolímpico de Concacaf          | Selección Mexicana Olímpica | Guadalajara    | 2021 |
| Juegos Olímpicos                 | Selección Mexicana Olímpica | Tokio          | 2021 |